# Mulai ar-Raschid

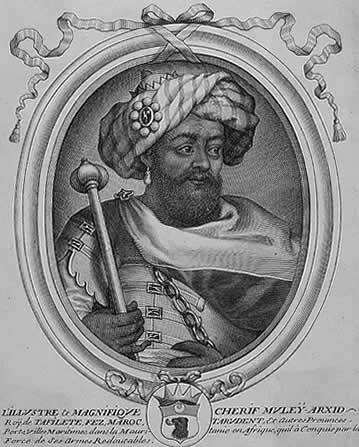
Darstellung des Mulai ar-Raschid von Nicolas II de Larmessin

Mulai ar-Raschid (arabisch مولاي رشيد بن علي الشريف, DMG Mūlāy Rašīd b. ʿAlī aš-Šarīf; * um 1630 in Sijilmassa; † 1672 bei Marrakesch) war der erste Sultan der Alawiden in Marokko (1664–1672).
Moulay ar-Raschid wurde im Jahr 1664 Führer der Alawiden in Südmarokko, nachdem er seinen Halbbruder Moulay Muhammad asch-Scharif (reg. 1635–1664) in einer Schlacht besiegt und getötet hatte. Dieser hatte trotz mehrerer Niederlagen gegen die Dila-Bruderschaft die Herrschaft der Alawiden in Südmarokko errichten und mit der Eroberung von Marrakesch (1659) die Dynastie der Saadier endgültig stürzen können.
Nach dem Sturz seines Bruders begann Mulai ar-Raschid den Kampf gegen die Dila-Bruderschaft. Diese hatte Nordmarokko unterworfen und strebte die Herrschaft über ganz Marokko an. Im Jahr 1664 gelang Moulay ar-Raschid ein entscheidender Sieg bei Meknes über die Bruderschaft. Zwar konnte diese erst vier Jahre später endgültig unterworfen werden, doch wurde Mulai ar-Raschid seit dem Einzug in Fès (1666) allgemein als Herrscher anerkannt. Zur Sicherung seiner Macht ließ er dort die noch heute existierende Kasbah des Cherarda erbauen. Bis zum Ende seiner Regierung war er mit der Unterwerfung und Befriedung einzelner Stämme beschäftigt. Moulay ar-Raschid starb am Ende des Ramadan nach einem Sturz vom Pferd im Jahr 1672 im Alter von nur 42 Jahren. Sein Bruder Mulai Ismail folgte ihm auf den Thron (reg. 1672–1727).